# Ipparco di Nicea
Ipparco di Nicea, noto anche come Ipparco di Rodi o semplicemente Ipparco (in greco antico: Ἵππαρχος?, Hípparchos; Nicea, 190 a.C. – Rodi, 120 a.C.), è stato un astronomo e geografo greco antico, noto principalmente per la scoperta della precessione degli equinozi.
Tra i più grandi astronomi dell'antichità, nessuna delle sue opere, almeno quattordici, si è conservata, eccetto un commentario su un poema di argomento astronomico di Arato di Soli e, di recente scoperta, un frammento del suo catalogo astrale.

## Biografia
Poche notizie sulla vita e le opere di Ipparco sono note e la maggior parte di esse provengono dall'Almagesto di Tolomeo (II secolo), da riferimenti minori in Pappo e Teone (IV secolo) nei loro rispettivi commentari all'Almagesto, nella Naturalis historia di Plinio il Vecchio e nella Geografia di Strabone. I riferimenti degli autori antichi non astronomi, tuttavia, spesso hanno travisato o mal compreso i suoi apporti. Ipparco nacque a Nicea (l'odierna İznik in Bitinia, Turchia), un centro culturale dove probabilmente ricevette l'istruzione di base; probabilmente in giovane età si spostò a Rodi, dove successivamente compì la maggior parte delle osservazioni astronomiche.
Tolomeo gli attribuisce osservazioni dal 147 a.C. al 127 a.C.; anche osservazioni più antiche, a partire dal 162 a.C., possono essere attribuite a lui. La data della sua nascita (190 a.C. circa) è stata calcolata da Jean-Baptiste Delambre proprio in base al lavoro di Ipparco. Allo stesso modo, dall'esistenza di pubblicazioni sulle analisi delle sue ultime osservazioni si suppone che Ipparco deve essere vissuto oltre il 127 a.C. 
Per il suo lavoro sappiamo anche che ottenne informazioni da Alessandria e dalla Babilonia, ma non è noto se e quando ne abbia visitato i luoghi.
Non se ne conosce l'aspetto in quanto non esistono suoi ritratti. Sebbene venga raffigurato su monete coniate in suo onore, queste appartengono a un'epoca ben successiva, tra il II e III secolo.
Si presume che sia morto nell'isola di Rodi, dove trascorse gran parte della sua vita matura: Tolomeo gli attribuisce infatti osservazioni da Rodi nel periodo che corre tra il 141 e il 127 a.C.

## L'osservazione astronomica
Sviluppò accurati modelli per spiegare il moto del Sole e della Luna, servendosi delle osservazioni e delle conoscenze accumulate nei secoli dai Caldei babilonesi, e fu il primo a stimare con precisione la distanza tra la Terra e la Luna. Grazie alle sue teorie sui moti del Sole e della Luna e alle sue nozioni di trigonometria, della quale è ritenuto il fondatore, è stato probabilmente il primo a sviluppare un affidabile metodo per la previsione delle eclissi solari e lunari. Il suo operato include la scoperta della precessione degli equinozi, la compilazione di un celebre catalogo stellare e, probabilmente, l'invenzione dell'astrolabio.
Fu proprio l'osservazione delle discordanze tra il proprio catalogo e quello compilato da Timocari e Aristillo nel 290 a.C. a fornirgli l'indizio che lo condusse alla scoperta del fenomeno precessivo dell'asse terrestre.
Grazie all'osservazione di una stella che vide apparire, probabilmente una nova nella costellazione dello Scorpione, avanzò l'ipotesi, ardita per l'epoca, che le stelle non fossero fisse, ma in movimento.
Alcune testimonianze antiche riferiscono un suo interesse per l'astrologia, in particolare per l'astrologia geografica, secondo la quale certe zone del globo risentirebbero dell'influsso di determinate costellazioni zodiacali.
È inoltre stato il primo a compilare una tavola trigonometrica, che gli permetteva di risolvere qualsiasi triangolo.

## Le opere
Ipparco lasciò diverse osservazioni sugli astri e redasse una lista dei suoi lavori principali, in cui menzionava 14 libri, quasi completamente perduti. Forse scrisse anche altre opere sulla meteorologia, sulla matematica e sull'ottica, di cui però non si sono conservati neanche i titoli e che probabilmente ebbero circolazione piuttosto limitata.
L'unico suo lavoro pervenuto ai giorni nostri è un commentario in tre libri sui Phaenomena di Arato di Soli, una descrizione poetica della sfera celeste composta sulla base di un trattato di Eudosso di Cnido dallo stesso titolo, nel quale Ipparco criticava le posizioni e le descrizioni delle stelle e delle costellazioni fornite da Arato e da Eudosso. Il commentario è stato tradotto per la prima volta in una lingua moderna (tedesco) nel 1894. Nel 2013 è apparsa la seconda traduzione in una lingua moderna (italiano).
Ipparco è riconosciuto come il padre della scienza astronomica. È spesso citato come il più grande astronomo osservativo greco, e molti lo reputano il principale astronomo dei tempi antichi, sebbene Cicerone desse la sua preferenza ad Aristarco di Samo. Altri destinano questo posto a Tolomeo di Alessandria. 

### Il catalogo astrale
Nel suo primo catalogo stellare, perduto e recentemente riscoperto in parte, Ipparco inserì circa 850 stelle, registrando per ognuna la posizione attraverso un sistema di coordinate sulla sfera celeste. Ipparco probabilmente fu autore della classificazione della luminosità degli astri in sei gruppi, utilizzata da Tolomeo nell'Almagesto:  la cosiddetta magnitudine stellare. Al primo gruppo appartenevano le stelle di prima grandezza, al secondo gruppo quelle un po' più deboli, e via via fino al sesto gruppo, al quale appartenevano le stelle più deboli visibili in una notte serena senza Luna da un uomo dalla vista perfetta.
Questo più che bi-millenario sistema di misurazione della luminosità (magnitudine) degli astri, leggermente modificato nel corso dell'Ottocento, è utilizzato ancora oggi.

## Gli studi geografici
Oltre che astronomo, Ipparco è stato anche un grande geografo. Strabone, nella sua Geografia, ci testimonia la sua proposta di calcolare le differenze di longitudine con metodi astronomici, misurando le differenze tra i tempi locali di osservazione di una stessa eclissi lunare. Plinio il Vecchio ricorda che Ipparco corresse la misura dell'ecumene proposta da Eratostene, portandola da 5000 a circa 31000 stadi a occidente delle colonne d'Ercole: questa longitudine corrisponde a quella delle Isole Sopravento Meridionali e delle Isole Sottovento, nelle Piccole Antille, identificabili con le Isole Fortunate.
Secondo quanto riporta Strabone, egli aveva inoltre dedotto l'esistenza di un continente che separava l'oceano Indiano e l'oceano Atlantico, basandosi sulle differenze fra le maree del Mare arabico, studiate da Seleuco di Seleucia, e quelle delle coste atlantiche di Spagna e Francia. Senza bisogno di caravelle, grazie ad una semplice deduzione, Ipparco aveva intuito l'esistenza dell'America.
Ipparco aveva anche scritto un trattato sulla gravità, Sui corpi spinti in basso dal proprio peso, sul quale abbiamo qualche informazione da Simplicio. Qualche studioso ha ipotizzato che all'interesse di Ipparco per la gravità non fossero estranei i suoi interessi astronomici.

## Altri interessi
Nelle Questioni conviviali Plutarco afferma: 
Questo passo è rimasto oscuro fino al 1994, quando David Hough della George Washington University notò che 103409 è il decimo piccolo numero di Schröder. I piccoli numeri di Schröder sono di conseguenza stati ribattezzati Numeri di Schröder-Ipparco. Evidentemente Ipparco si era interessato alla Combinatoria, ottenendo risultati perduti e poi raggiunti di nuovo solo nel XIX secolo. L'origine del secondo numero (310952) non è ancora del tutto chiara, anche se lo storico della matematica Fabio Acerbi ha mostrato che esso è la media tra il nono e il decimo numero Schröder-Ipparco meno due, ed è pari al numero di modi in cui si possono inserire due parentesi in una successione di dieci termini assieme a una particella negativa.

## Atlante Farnese e catalogo di Ipparco

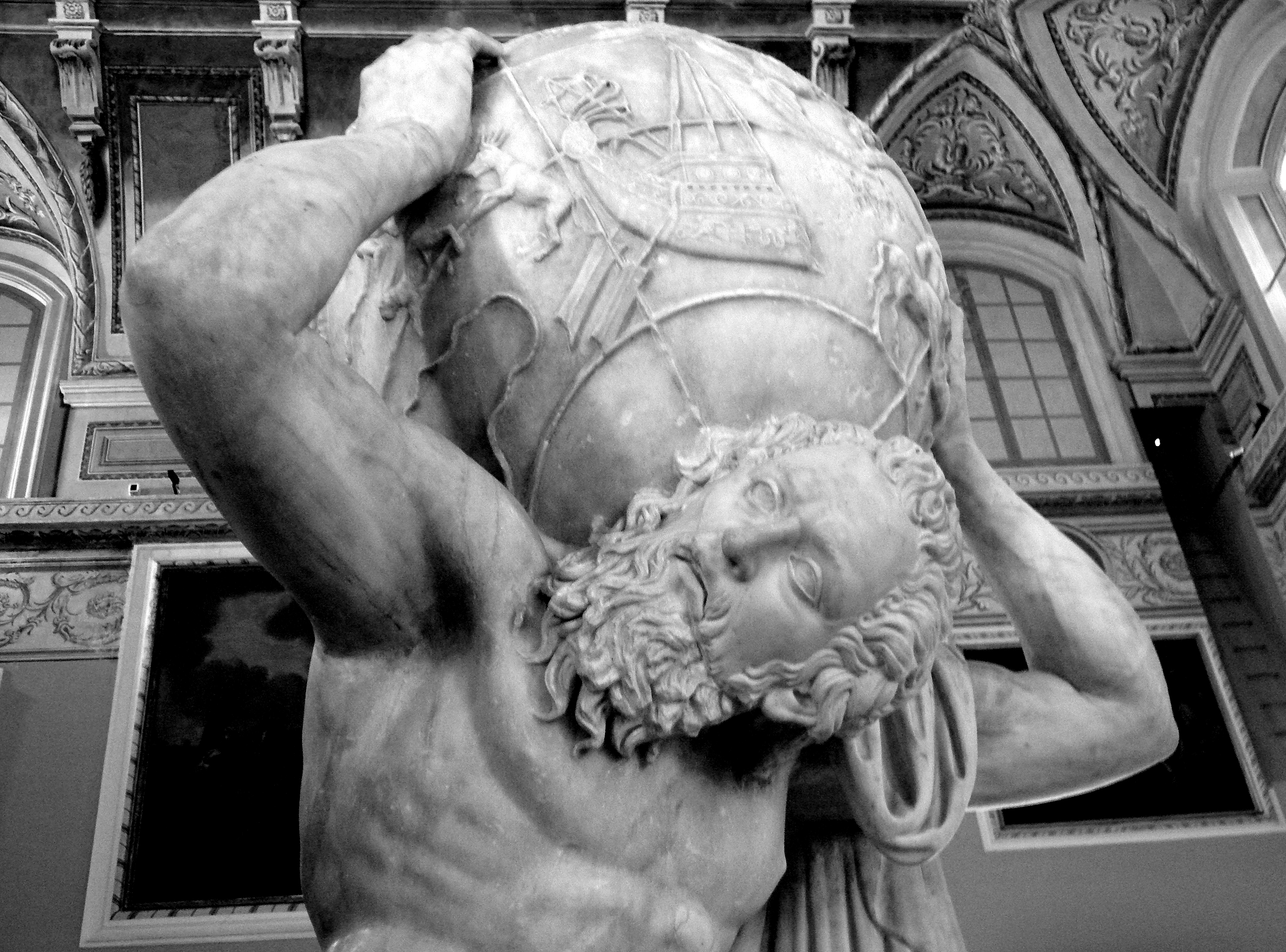
L'Atlante Farnese, copia romana di originale ellenistico, conservato al Museo archeologico di Napoli.

Non tutto il catalogo stellare di Ipparco sembrerebbe perduto. Lo ha proposto, il 10 gennaio 2005, Bradley E. Schaefer, astrofisico della Louisiana State University a Baton Rouge in un convegno dell'American Astronomical Society tenutosi a San Diego in California.
Seguendo un'ipotesi già proposta nel 1898 da Georg Thiele, ha rilevato le configurazioni delle costellazioni presenti in rilievo sul globo dell'Atlante Farnese (copia romana del II secolo, da un originale greco) conservato al Museo Archeologico Nazionale di Napoli. Ha poi ricostruito la posizione occupata dalle costellazioni nel cielo osservato da Ipparco, all'incirca nel 129 a.C.
Il risultato ha evidenziato un'ottima coincidenza tra le previsioni astronomiche moderne e le posizioni rilevate dall'Atlante Farnese, che lo hanno indotto a individuare nel famoso e perduto catalogo di Ipparco la fonte a cui aveva attinto lo scultore dell'epoca.
Le teorie di Schaefer sono state aspramente criticate da altri esperti.
Si tratterebbe di un'altra prova indiretta dell'esistenza del catalogo. La prima era stata fornita dallo stesso Schaefer, che aveva dimostrato l'incorporazione, nell'Almagesto, di una parte del catalogo di Ipparco. In questo modo le discrepanze in esso riscontrabili, circa la posizione di alcune stelle, diventavano facilmente spiegabili spostando il punto di osservazione a Rodi.

## Codex Climaci Rescriptus
Nel 2017, è stato scoperto che alcuni dei 146 fogli del Codex Climaci Rescriptus, una raccolta di testi siriaci scritti tra il X e il XI secolo d.C di proprietà del Museo della Bibbia di Washington, contengono le coordinate stellari di Ipparco. Sebbene i fogli fossero stati raschiati via e sovrascritti dai monaci medievali, le tecniche moderne hanno permesso di ricostruire il contenuto originale delle mappe.